# Демократична партія лівих
Демократична партія лівих (італ. Partito Democratico della Sinistra, PDS) — італійська ліва і пост-комуністична політична партія, що діяла у 1991–1998 рр.
Партія була заснована у результаті перетворення Італійської комуністичної партії. Активісти, які виступили проти цього рішення, створили партію «Комуністичне відродження».
1992 року партія отримала 107 місць у Палаті депутатів, 1994 року — 125, а 1996 — 176 місць. Вона стала одним із засновників лівого крила виборчих коаліцій «Альянс прогресистів» і «Оливкове дерево».
1998 року партія під керівництвом Массімо Д'Алема об'єдналась з кількома невеликими групами у новій формації під назвою Ліві демократи, а також змінила символіку, замінюючи офіційний логотип серпа і молота трояндою.